# Madera County
Madera County ist ein County im US-Bundesstaat Kalifornien. Der Verwaltungssitz (County Seat) ist Madera.

## Geographie
Madera County liegt im Central Valley nördlich des Fresno County und damit im geographischen Zentrum des Bundesstaates. Der südliche Teil des Yosemite National Park liegt im Nordosten des Countys.
Das County wird vom Office of Management and Budget zu statistischen Zwecken als Madera, CA Metropolitan Statistical Area geführt.

## Geschichte
Madera County wurde 1893 aus Teilen des Fresno County gebildet.
Madera bedeutet im Spanischen Holz. Der Name des Countys geht auf die Stadt Madera zurück, welche Ende des 19. Jahrhunderts ein Zentrum der örtlichen Forstwirtschaft darstellte.
Zwei Bauwerke des Countys sind im National Register of Historic Places eingetragen.

## Demografische Daten

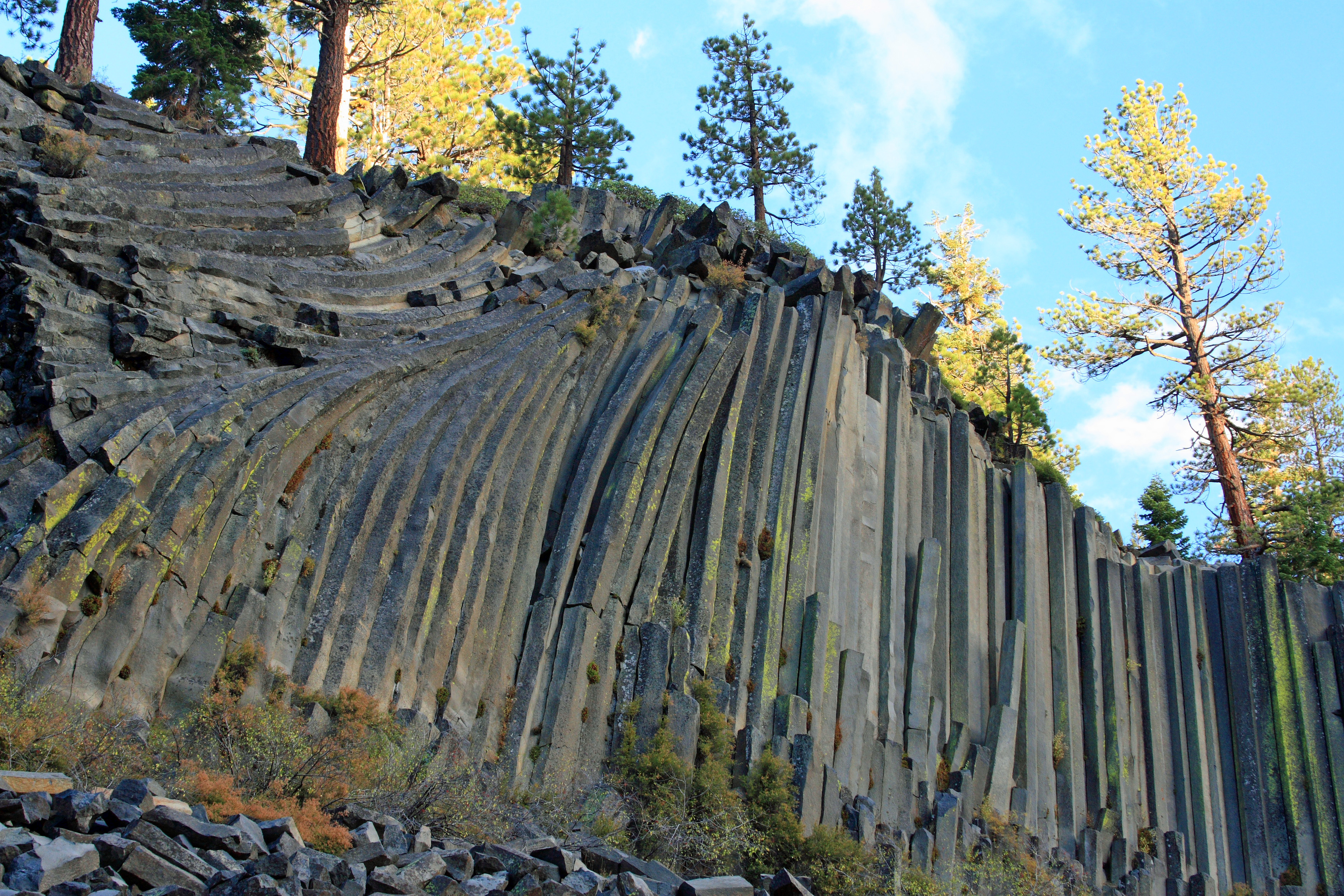
Devils Postpile National Monument nahe Mammoth Lakes

Nach der Volkszählung im Jahr 2000 lebten im Madera County 123.109 Menschen. Es gab 36.155 Haushalte und 28.598 Familien. Die Bevölkerungsdichte betrug 22 Einwohner pro Quadratkilometer. Ethnisch betrachtet setzte sich die Bevölkerung zusammen aus 62,23 % Weißen, 4,12 % Afroamerikanern, 2,61 % amerikanischen Ureinwohnern, 1,27 % Asiaten, 0,17 % Bewohnern aus dem pazifischen Inselraum und 24,35 % aus anderen ethnischen Gruppen; 5,25 % stammten von zwei oder mehr ethnischen Gruppen ab. 44,28 % der Bevölkerung waren spanischer oder lateinamerikanischer Abstammung.
Von den 36.155 Haushalten hatten 40,2 % Kinder und Jugendliche unter 18 Jahren, die bei ihnen lebten. 60,9 % waren verheiratete, zusammenlebende Paare, 12,20 % waren allein erziehende Mütter. 20,90 % waren keine Familien. 16,5 % waren Singlehaushalte und in 7,7 % lebten Menschen im Alter von 65 Jahren oder darüber. Die Durchschnittshaushaltsgröße betrug 3,18 und die durchschnittliche Familiengröße lag bei 3,52 Personen.
Auf das gesamte County bezogen setzte sich die Bevölkerung zusammen aus 29,6 % Einwohnern unter 18 Jahren, 9,9 % zwischen 18 und 24 Jahren, 29,1 % zwischen 25 und 44 Jahren, 20,4 % zwischen 45 und 64 Jahren und 11 % waren 65 Jahre alt oder darüber. Das Durchschnittsalter betrug 33 Jahre. Auf 100 weibliche Personen kamen 91,8 männliche Personen, auf 100 Frauen im Alter ab 18 Jahren kamen statistisch 86 Männer.
Das jährliche Durchschnittseinkommen eines Haushalts betrug 36.286 USD, das Durchschnittseinkommen der Familien betrug 39.226 USD. Männer hatten ein Durchschnittseinkommen von 33.658 USD, Frauen 24.415 USD. Das Prokopfeinkommen betrug 14.682 USD. 21,4 % Prozent der Bevölkerung und 15,9 % der Familien lebten unterhalb der Armutsgrenze. 28,6 % davon waren unter 18 Jahre und 9 % waren 65 Jahre oder älter.

## Orte im County
City
| - Chowchilla - Madera (County Seat) |

CDPs
| - Ahwahnee - Bass Lake - Bonadelle Ranchos - Coarsegold - Fairmead - La Vina - Madera Acres - Madera Ranchos | - Nipinnawasee - North Fork - Oakhurst - Parksdale - Parkwood - Rolling Hills - Yosemite Lakes |